# Lutris
Lutris — менеджер ігор, з безкоштовним та відкритим кодом, для операційних систем на базі Linux, розроблений та підтримуваний Mathieu Comandon і спільнотою, розміщений під GNU General Public License. Lutris має інсталяцію в один клік для сотні ігор на своєму вебсайті, а також інтегрується з вебсайтом Steam. Скріпти інсталяції доступні для деяких складних для інсталяції ігор Wine, включаючи League of Legends. Ігри, придбані через GOG та Humble Bundle, можна додавати в Lutris. Ігри запускаються за допомогою відповідних платформ, таких як Wine, Steam та емулятори, їх можна запустити через застосунок Lutris. Lutris підтримує понад 20 емуляторів, включаючи DOSbox, ScummVM, Atari 800, Snes9x, Dolphin, PCSX2 та PPSSPP.